# باول ميلر (لاعب كرة قدم أمريكية)
باول ميلر (بالإنجليزية: Paul Miller)‏ هو لاعب كرة قدم أمريكية أمريكي، ولد في 23 يناير 1913 في بلات في الولايات المتحدة، وتوفي في 2 يونيو 1992 في توسان في الولايات المتحدة.